# Esparta
Esparta – gmina (municipio) w północnym Hondurasie, w departamencie Atlántida. W 2010 roku zamieszkana była przez ok. 16,1 tys. mieszkańców. Siedzibą administracyjną jest miasteczko Esparta.

## Położenie
Gmina położona jest w środkowej części departamentu. Graniczy z 3 gminami:
- Yoro od południa,
- Arizona od zachodu,
- La Masica od wschodu.

## Miejscowości
Według Narodowego Instytutu Statystycznego Hondurasu w 2001 roku na terenie gminy położone były następujące miasteczka i wsie:

- Esparta
- Agua Caliente
- Barranquilla Norte
- Buenos Aires
- Campo Nuevo
- Cayo de Venado
- Ceibita Way
- Colonia Brisas de América
- Colorado Barra
- El Jazmín
- El Suspiro
- Flores de Italia
- La Guadalupe
- La Libertad
- La Tarralosa
- Las Américas
- Las Delicias
- Las Delicias del Norte
- Las Flores de Lean
- Lombardía
- Los Cerritos
- Mata de Guineo
- Nueva Esperanza
- Nueva Go
- Paris de Lean
- Piedras de Afilar
- Río Chiquito Norte
- Rosita
- San José
- Siempre Viva
- Sombra Verde

## Demografia
Według danych honduraskiego Narodowego Instytutu Statystycznego na rok 2010 struktura wiekowa i płciowa ludności w gminie przedstawiała się następująco:
| Wiek      | 0–3   | 4–6   | 7–12  | 13–17 | 18–24 | 25–64 | 65+   | razem  |
| La Masica | 3 168 | 2 449 | 4 640 | 3 409 | 3 614 | 9 698 | 1 223 | 28 202 |
| Mężczyźni | 1 586 | 1 255 | 2 231 | 1 697 | 1 804 | 4 632 | 586   | 13 791 |
| Kobiety   | 1 582 | 1 195 | 2 408 | 1 712 | 1 810 | 5 067 | 637   | 14 411 |